# Ротілештій-Міч
Ротілештій-Міч (рум. Rotileștii Mici) — село у повіті Вранча в Румунії. Входить до складу комуни Кимпурі.
Село розташоване на відстані 184 км на північ від Бухареста, 50 км на північний захід від Фокшан, 140 км на південний захід від Ясс, 120 км на північний захід від Галаца, 97 км на північний схід від Брашова.

## Населення
За даними перепису населення 2002 року у селі проживали 330 осіб, усі — румуни. Усі жителі села рідною мовою назвали румунську.